# Jinghuapu
Jinghuapu (kinesiska: 菁华铺, 菁华铺乡) är en socken i Kina. Den ligger i provinsen Hunan, i den södra delen av landet, omkring 49 kilometer väster om provinshuvudstaden Changsha. Antalet invånare är 29164. Befolkningen består av 14 330 kvinnor och 14 834 män. Barn under 15 år utgör 17,0 %, vuxna 15-64 år 71 %, och äldre över 65 år 11,0 %.
Genomsnittlig årsnederbörd är 1 710 millimeter. Den regnigaste månaden är maj, med i genomsnitt 305 mm nederbörd, och den torraste är oktober, med 46 mm nederbörd.